# Schoonhovendreef

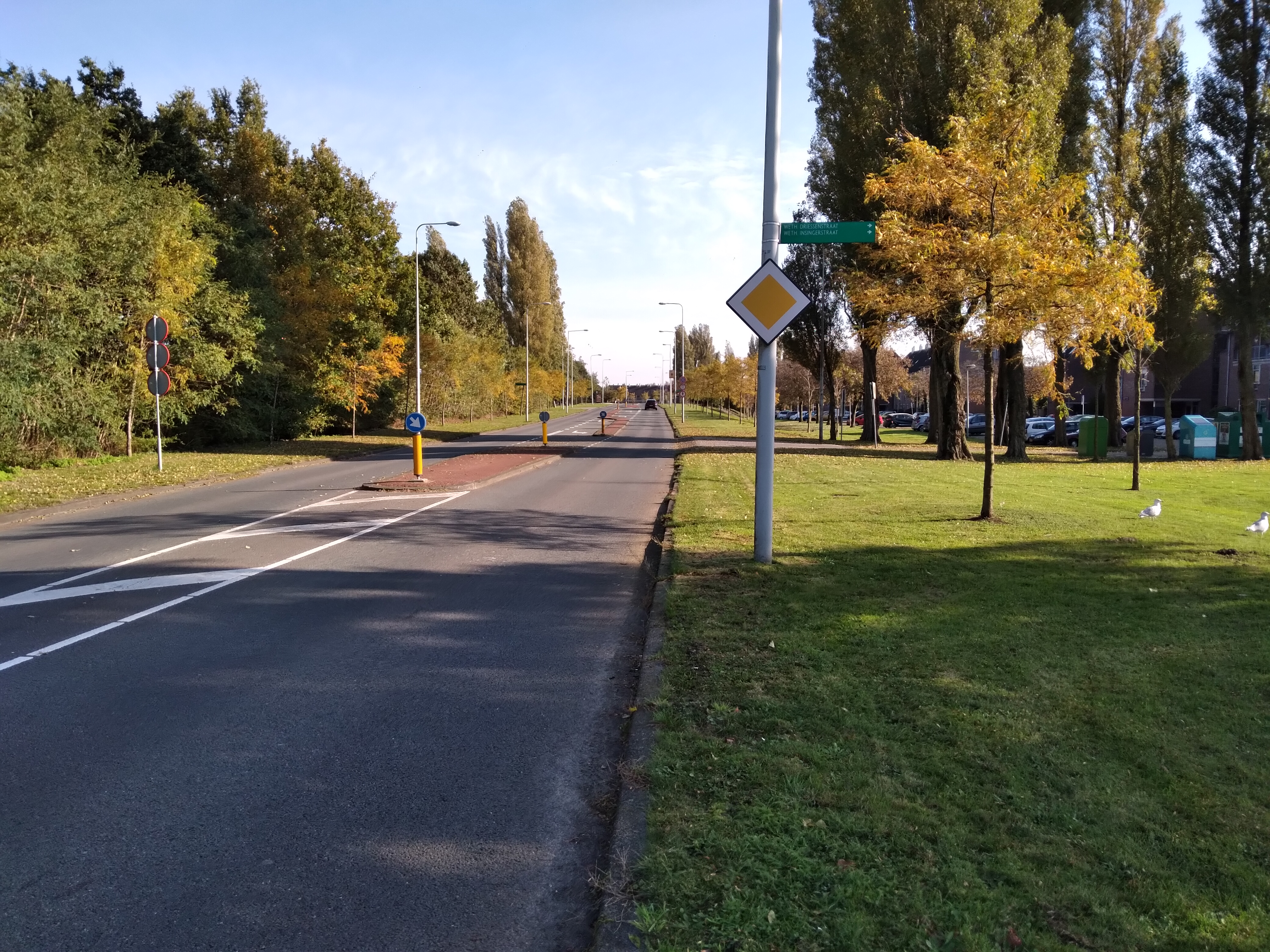
Schoonhovendreef ter hoogte van het Kelbergenpad naar het oosten gezien (oktober 2021)

De Schoonhovendreef is een belangrijke doorgaande dreef in Gaasperdam in Amsterdam-Zuidoost en maakt deel uit van de dreven die Gaasperdam ontsluiten. De weg werd ingebruik genomen in 1982 en is de meest zuidelijke doorgaande weg van Amsterdam. De weg loopt van oost naar west en ligt in het verlengde van de Wageningendreef die met een bocht naar rechts overgaat in de Schoonhovendreef en dan naar het westen loopt en na de Tafelbergspoorbrug van de spoorlijn naar Utrecht overgaat in de Tafelbergweg.
Tot de rotonde bij de Reigersbosdreef is de weg halfhoog gelegen uitgezonderd een kruisend fietspad dat loopt vanaf de Hoge dijk. Het laatste westelijke stuk van de weg ligt wel op maaiveldniveau om onder het spoorviaduct door te kunnen. Aanvankelijk had de weg ook aan beide zijden een fietspad maar dat verdween grotendeels bij een wegreconstructie. Alleen tussen het Tegelarijpad/Schovenhorstpad en de Tafelbergweg bestaat het fietspad nog. De fietsers werden verwezen naar een parallel lopend fietspad op het maaiveld.
De portiekflats die hier aan de ventweg aan de noordkant van de weg zijn gelegen hebben echter het adres Tielstraat en het adres Schoonhovendreef bestaat dan ook niet.
Buslijn 47 van het GVB rijdt over het oostelijk deel van de weg. De bushaltes op de halfhoge weg zijn met trappen verbonden met het maaiveld. De bushaltes op het westelijk deel, waar tussen 1985 en 2000 een bus reed, bestaan nog wel maar zijn buiten gebruik.
In een parkje langs de dreef staat een titelloos kunstwerk van Bart Kelholt. Bij de Tafelbergspoorbrug staat Het gouden kruis van Han Goan Lim.
De weg is bij een raadsbesluit al op 25 juni 1975 vernoemd naar de "zilverstad" Schoonhoven.